# 斯拉蒂內
50°12′33″N 36°9′32″E / 50.20917°N 36.15889°E

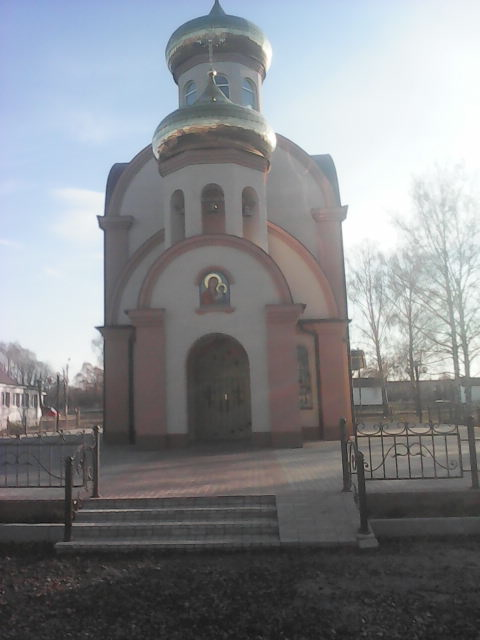
教堂

斯拉蒂內（羅馬化：Slatyne）是位於烏克蘭東部的市級鎮，由哈爾科夫州哈爾科夫區的德爾哈奇市鎮負責管轄。該鎮處於洛潘河畔，始建於1913年，面積7.53平方公里，海拔高度129米，2001年人口6,826，人口密度每平方公里906.51人。